# Niklas Landin Jacobsen
Niklas Landin Jacobsen (18. prosinca 1988.) je rukometaš danske rukometne reprezentacije. Igra na poziciji vratara u klubu Aalborg.
Za Dansku izabranu vrstu debitirao je 2008. godine. Brat je rukometaša Magnusa Landina Jacobsena.

## Klupska karijera
Počeo je igrati za KFUM Kopenhagen, inače najmanji rukometni klub u glavnom gradu Danske. U Sydfyn se seli 2006. kako bi nastupio za Svendborg. U ljeto 2010. potpisao je trogodišnji ugovor s već navedenim trenutnim klubom. Trenutno igra za Aalborg.

## Reprezentacija
Za izabranu vrstu prvi put je zaigrao 28. studenog 2008. godine. Trener Ulrik Wilbek ga je pozvao na SP u Hrvatskoj 2009.
Godine 2010. dobio je pretpoziv za SP u Švedskoj 2011. gdje je odigrao sve utakmice i bio jedan od najzaslužnijih za srebrenu medalju svoje zemlje.
S Danskom je 2013. godine osvojio srebro na svjetskom prvenstvu u Španjolskoj. Španjolska je u finalu doslovno ponizila Dansku pobijedivši s 35:19. Nikada nijedna momčad nije izgubila s toliko razlikom kao Danci čime je stvoren novi rekord u povijesti finala svjetskog rukometnog prvenstva.
Od posljednjih većih reprezentativnih uspjeha izdvajaju se osvajanje olimpijskog zlata u Riju 2016 i Parizu 2024. te svjetskog naslova 2019. gdje je Danska bila jedan od suorganizatora te svjetskih naslova i 2021. i 2023.

## Osobni život
Kao malo dijete je prebolio meningitis i od tog događaja ne čuje na jedno uho.

## Vanjske poveznice
- Spillertruppen hos Bjerringbro-Silkeborg[neaktivna poveznica]